# Astrazup
Astrazup / Ostrozub (cyr. Острозуб) – wieś w Kosowie, w regionie Prizren, w gminie Malishevë/Mališevo. W 2011 roku liczyła 2192 mieszkańców.